# Pelagonien

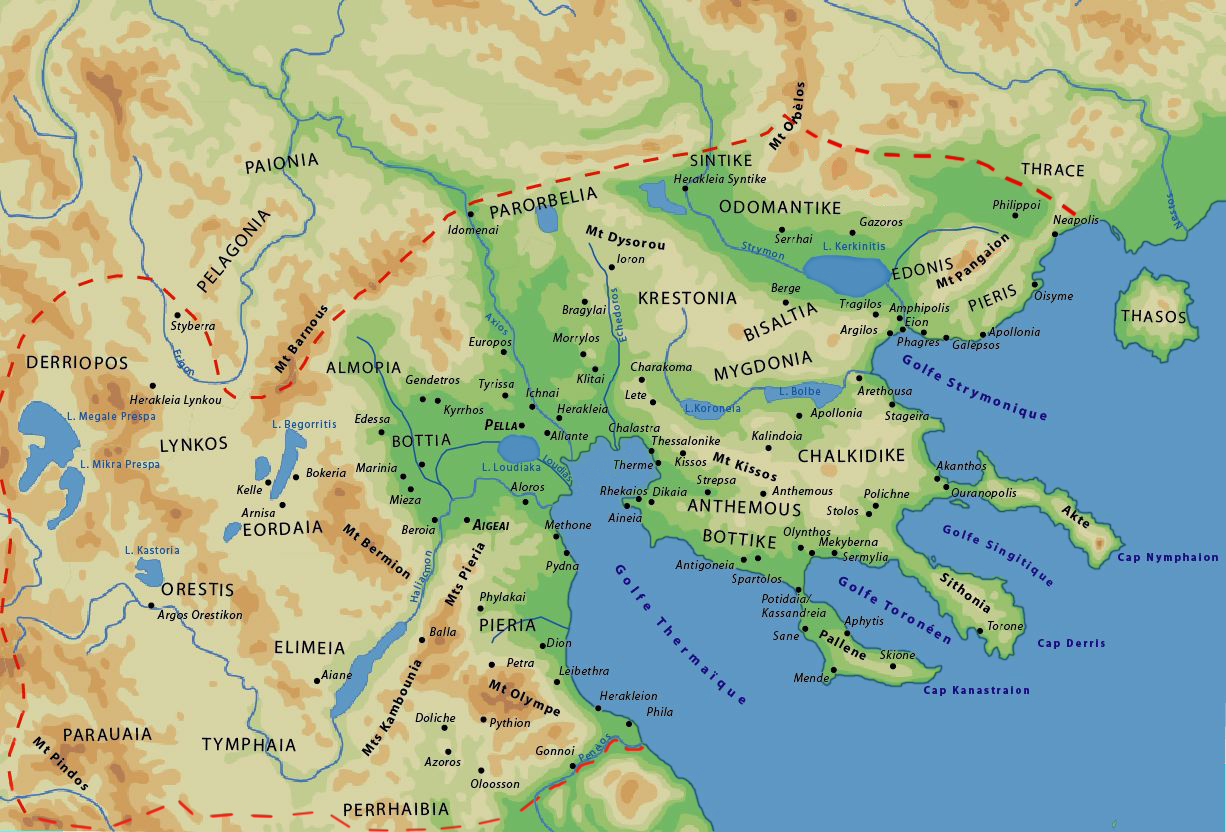
Lage Pelagoniens vor der Eroberung durch Makedonien

Pelagonien (griechisch Πελαγονἱα Pelagonia, mazedonisch Пелагонија Pelagonija; albanisch Pellgania / Pellgazia; bulgarisch Пелагония) ist eine Region auf der Balkanhalbinsel. Sie liegt heute im Süden der Republik Nordmazedonien und im Norden Griechenlands und wird vom Oberlauf der Crna Reka, einem westlichen Nebenfluss des Vardar, durchquert. Zur Landschaft gehören die nordmazedonischen Städte Prilep und Bitola sowie die griechische Stadt Florina. In Pelagonien befindet sich zwischen den Orten Medžitlija und Niki auch der zweitwichtigste Grenzübergang zwischen Nordmazedonien und Griechenland.

## Geschichte
Der Name Pelagonien könnte etymologisch mit dem albanischen Wort pellgu (‚Tal‘ oder ‚Weiher‘) zusammenhängen, welches seinerseits aus altgriechisch πέλαγος pelagos, deutsch ‚Meer‘ entlehnt ist. Die Bewohner der Landschaft wurden als ‚Pelagonier‘ (griechisch Πελαγόνες Pelagones) bezeichnet.
Die antike Landschaft lag zwischen Illyrien im Norden und Westen, Päonien im Osten und der Lynkestis im Süden. Strabo bezeichnet Pelagonien als Tripolitis, nach drei Haupt-Städten der Region, von denen eine mutmaßlich ebenfalls Pelagonia hieß. Der makedonische König Philipp II. verleibte Pelagonien dem Staatsgebiet Makedoniens ein, dessen Geschichte es seither teilt.
Um 680 zog der Bulgarenfürst Kuwer von Pannonien aus Richtung Süden, zusammen mit Teilen der Sermesianoi und den von den Awaren 626 verschleppten in Pannonien angesiedelten römischen Gefangenen, nach einer gescheiterten Revolte gegen die Awaren. Nach einer erfolglosen Belagerung Thessalonikis (682–684), schloss er einen Vertrag mit dem byzantinischen Kaiser Konstantin IV. Pogonatos und ließ sich im unbesiedelten Gebiet vom Bitola (dem heutigen Pelagonien) nieder, das zum byzantinischen Thema Thessalonike gehörte. Dort errichtete Kuver 680 ein Khaghanat (zu dt. Reich), das auch den Namen Bulgarien trug. Die Bezeichnung dieses Reiches als Westbulgarisches Reich ist jedoch umstritten.
Pelagonien war im September 1259 Schauplatz der Schlacht bei Pelagonia, in der Byzantiner und Franken um die Vorherrschaft in Griechenland kämpften.

## Gebrauch des Namens
Pelagonien ist heute der Name einer der acht statistischen Regionen Nordmazedoniens. Es umfasst die Gemeinden Bitola, Demir Hisar, Dolneni, Krivogaštani, Kruševo, Mogila, Novaci, Prilep und Resen. Eine der sieben Diözesen der Mazedonisch-Orthodoxen Kirche entspricht der statistischen Region und heißt Prespa und Pelagonien.
Nach Pelagonien ist die Pelagonische Zone benannt, ein geologisches Gebiet, das die Balkanhalbinsel von Pelagonien in südsüdöstlicher Richtung bis Euböa, Böotien und der Argolis durchzieht.